# Giardino botanico di Ajuda
Il giardino botanico di Ajuda è il più antico orto botanico del Portogallo. È parte dell'associazione Botanic Gardens Conservation International oltre ad essere, dal 1944, classificato come Imóvel de Interesse Público.

## Storia
Inaugurato nel 1768 come Giardino Botanico Reale, la sua storia risale al 1755, dopo il terremoto di Lisbona, in cui il re Giuseppe I trasferì la sua corte, dalla periferia della capitale, ad Ajuda, vicino a Lisbona, località scelta perché non era stata colpita dal terremoto.
Creatore del giardino botanico di Ajuda fu il naturalista italiano Domenico Agostino Vandelli, che trasferì in parte nella capitale portoghese il giardino botanico della sua città natale di Padova: Vandelli mise in piedi l'opera anche grazie all'incoraggiamento del marchese di Pombal e col supporto del botanico e disegnatore Giulio Mattiazzi, primo giardiniere dell'orto botanico di Padova.
La costruzione di questo giardino aveva diversi obiettivi come quello di fornire ricreazione alla famiglia reale e di educare i principi e i nipoti del monarca; inoltre, alla fine del XVIIII secolo, il giardino disponeva di una collezione preziosa di circa 5 000 specie.
Ancora oggi il giardino botanico di Ajuda è ampiamente celebrato: nel 2018, infatti, in occasione del 250º anniversario della sua inaugurazione, il Portogallo ha emesso una moneta commemorativa da 2 euro.